# Kristina Akheeva

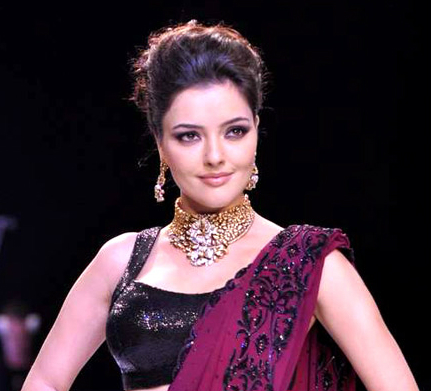
IIJW, 2013

Kristina Akheeva (en cirílico ruso Кристи́на Ахе́ева, Jabárovsk, 1 de noviembre de 1986) es una actriz y modelo ruso-australiana conocida por sus papeles en películas de Bollywood.

## Biografía
De madre rusa y padre tayikorruso, se mudó a Australia a los 7 años.
Estudió en la Film and TV Academy in Melbourne Australia antes de trabajar como modelo y debutó como actriz en la película “Yamla Pagla Deewana 2”.

## Filmografía
- Yamla Pagla Deewana 2, 2013
- Galipatam, 2014
- Uppi 2, 2015